# Læsø Listen
Læsø Listen er en borgerliste i Læsø Kommune.

## Historie
Læsø Listen blev dannet forud for kommunalvalget i november 2009. Valgets resultat betød, at spidskandidaten Thomas W. Olsen fra listen kunne blive borgmester med støtte fra Socialdemokratiet.
Ved det følgende valg i 2013 mistede listen et mandat, og borgmester Thomas W. Olsen genopstillede ikke. Alligevel lykkedes det listens nye spidskandidat, Tobias Birch Johansen, at fastholde borgmesterposten hos Læsø Listen, denne gang med opbakning fra samtlige valgte lister. I 2014 valgte Birch Johansen imidlertid at skifte til Venstre, som han repræsenterede resten af valgperioden.
Ved valget i 2017 beholdt Læsø Listen de to mandater, skønt partiet gik en del tilbage stemmemæssigt. Denne gang valgte listen at støtte Dansk Folkepartis spidskandidat, Karsten Nielsen, der blev kommunens nye borgmester.

## Valgresultat, november 2009
Ved kommunalvalget i november 2009 fik listen tre mandater. Listen opnåede i alt 350 stemmer, hvilket vil sige 26,3 % af det totale antal afgivne stemmer. Stemmerne blev fordelt således:
| Kandidat             | Personlige stemmer | Mandat nr. |
| -------------------- | ------------------ | ---------- |
| Thomas W. Olsen      | 134                | 1          |
| Kim Wiis Rulle       | 40                 | 8          |
| André Palsgaard      | 22                 |            |
| Kathrine Jensen      | 2                  |            |
| Allan Aage Kaa       | 13                 |            |
| Jimmy Strøm Svendsen | 34                 |            |
| Torben A. Jensen     | 17                 |            |
| Emly Arp             | 3                  |            |
| Bent Bjørn           | 65                 | 5          |
| Listestemmer         | 20                 |            |
| Stemmer i alt        | 350                |            |

## Valgresultat, november 2013
Ved kommunalvalget i november 2013 fik Læsø Listen to mandater. Listen mistede 28 stemmer til 322, hvilket vil sige 24,9 % af det totale antal afgivne stemmer. Stemmerne blev fordelt således:
| Kandidat              | Personlige stemmer | Mandat nr. |
| --------------------- | ------------------ | ---------- |
| Kim Wiis Rulle        | 61                 |            |
| Tobias Birch Johansen | 126                | 2          |
| Dinnie Seidelin       | 11                 |            |
| Ole Larsen            | 112                | 4          |
| Listestemmer          | 12                 |            |
| Stemmer i alt         | 322                |            |

## Valgresultat, november 2017
Ved kommunalvalget i november 2017 fik Læsø Listen to mandater. Listen mistede 76 stemmer til 246, hvilket vil sige 19,2 % af det totale antal afgivne stemmer. Stemmerne blev fordelt således:
| Kandidat               | Personlige stemmer | Mandat nr. |
| ---------------------- | ------------------ | ---------- |
| Lars Vilsen            | 120                | 6          |
| Ole Larsen             | 31                 |            |
| Bente Faldt Faurholt   | 49                 | 7          |
| Erling Strøm Mortensen | 5                  |            |
| Klaus Munk             | 18                 |            |
| Listestemmer           | 23                 |            |
| Stemmer i alt          | 246                |            |